# Szentpéterfölde
Szentpéterfölde è un comune dell'Ungheria di 149 abitanti (dati 2001). È situato nella contea di Zala.